# مارسلو آگوئیار کارترول
مارسلو آگوئیار کارترول (به پرتغالی: Marcelo Henrique de Aguiar Quarterole) مهاجم اهل برزیل است که در شهر Campo Grande, Rio de Janeiro و در تاریخ ۲۸ سپتامبر ۱۹۷۸ به دنیا آمده‌است.
مارسلو آگوئیار کارترول در تیم‌های فوتبال Cabofriense سابقهٔ حضور دارد.